# Anisocrella
Anisocrella is een geslacht van sponsdieren uit de klasse van de Demospongiae (gewone sponzen).

## Soort
- Anisocrella hymedesmina Topsent, 1927